# Shibar (huyện)
Shibar là một huyện thuộc tỉnh Bamian, Afghanistan. Dân số thời điểm năm 1999 là 26,544 người.